# Saint-Paul (Orne)
Saint-Paul is een gemeente in het Franse departement Orne (regio Normandië) en telt 560 inwoners (1999). De plaats maakt deel uit van het arrondissement Argentan.

## Geografie
De oppervlakte van Saint-Paul bedraagt 8,0 km², de bevolkingsdichtheid is 70,0 inwoners per km².
De onderstaande kaart toont de ligging van Saint-Paul (Orne) met de belangrijkste infrastructuur en aangrenzende gemeenten.

## Demografie
Onderstaande figuur toont het verloop van het inwonertal (bron: INSEE-tellingen).